# Station Attendorn
Station Attendorn is een spoorwegstation in de Duitse plaats Attendorn.   